# 포로로카
포로로카(포르투갈어: Pororoca [pɔɾɔˈɾɔkɐ][*])는 아마존강 하류에서 상류 방향으로 발생하는 조석해일으로, 4미터 높이의 파도가 내륙 방향으로 800킬로미터까지 올라온다. 어원은 고대 투피어로 "큰 소리로 울리다"라는 의미이며, 이러한 현상이 발생하면 그 곳에 있는 모든 것들을 파괴하는 것을 빗대어 붙여진 말이다. 포르투갈어로는 포로크포로크(poroc-poroc)라고 한다. 주로 강이 대서양과 만나는 부분에서 발생하며, 매년 2월에서 3월 사이에 발생한다.
서핑 선수들에게 매우 인기있는 현상으로, 1999년 이래로 매년 이 현상이 발생하는 상도밍고스도카핑에서 챔피언십이 개최된다.